# Egano Righi-Lambertini
Egano Righi-Lambertini (1906 - 2000) là một Hồng y người Italia của Giáo hội Công giáo Rôma. Ông từng đảm trách vai trò Hồng y Đẳng Linh mục Nhà thờ Hiệu tòa S. Maria in Via, Thành viên phân bộ Ngoại thường Giáo triều Rôma trong vòng 11 năm, từ năm 1979 đến năm 1990
Trước khi đảm nhận vai trò Thành viên Phủ Quốc vụ khanh Tòa Thánh, ông từng đảm nhận nhiều chức danh khác như: Khâm sứ Tòa Thánh tại Hàn Quốc (1957 - 1960), Sứ thần Tòa Thánh tại Li Băng (1960 - 1963), Sứ thần Tòa Thánh tại Chile (1963 - 1967), Sứ thần Tòa Thánh tại Ý (1967 - 1969),  Sứ thần Tòa Thánh tại Pháp (1969 - 1979), Hồng y Đẳng Phó tế S. Giovanni Bosco in Via Tuscolana (1979 - 1990). Hồng y Righi-Lambertini được vinh thăng Hồng y ngày 30 tháng 6 năm 1979, bởi Giáo hoàng Gioan Phaolô II.

## Tiểu sử
Hồng y Egano Righi-Lambertini sinh ngày 22 tháng 2 năm 1906 tại Casalecchio di Reno, Italia. Sau quá trình tu học dài hạn tại các cơ sở chủng viện theo quy định của Giáo luật, ngày 25 tháng 5 năm 1929, Phó tế Lambertini, 23 tuổi, tiến đến việc được truyền chức linh mục. Cử hành nghi thức truyền chức cho tân linh mục là Hồng y Giovanni Battista Nasalli Rocca di Corneliano, Tổng giám mục đô thành Tổng giáo phận Bologna. Tân linh mục đồng thời cũng là thành viên linh mục đoàn Tổng giáo phận Bologna.
Ngày 28 tháng 12 năm 1957, Tòa Thánh loan tin Giáo hoàng đã quyết định tuyển chọn linh mục Egano Righi-Lambertini, 51 tuổi, làm Khâm sứ Tòa Thánh tại Hàn Quốc.
Sau 31 năm thi hành các công việc mục vụ với thẩm quyền và cương vị của một linh mục, ngày 9 tháng 7 năm 1960, Tòa Thánh loan tin Giáo hoàng đã quyết định tuyển chọn linh mục Egano Righi-Lambertini, 54 tuổi, gia nhập Giám mục đoàn Công giáo Hoàn vũ, với vị trí được bổ nhiệm là Sứ thần Tòa Thánh tại Li Băng, danh hiệu Tổng giám mục Hiệu tòa Doclea. Lễ tấn phong cho vị giám mục tân cử được tổ chức sau đó vào ngày 28 tháng 10 cùng năm, với phần nghi thức chính yếu được cử hành cách trọng thể bởi 3 giáo sĩ cấp cao, gồm chủ phong là đương kim giáo hoàng, Giáo hoàng Gioan XXIII; hai vị giáo sĩ còn lại, với vai trò phụ phong, gồm có Tổng giám mục Diego Venini, Quan Phát chẩn riêng của Giáo hoàng và Giám mục Benigno Carrara, giám mục chính tòa Giáo phận Imola.
Sau 3 năm thực hiện các công việc mục vụ trên vai trò của Sứ thần Tòa Thánh tại Li Băng, Tòa Thánh quyết định thuyên chuyển Tổng giám mục Righi-Lambertini làm Sứ thần Tòa Thánh tại Chile. Tin bổ nhiệm Tổng giám mục Lambertini vào vị trí mới được Tòa Thánh công bố cách rộng rãi vào ngày 9 tháng 12 năm 1963. Sau 4 năm, nhiệm vụ của ông tại Chile kết thúc bằng quyết định từ Tòa Thánh bổ nhiệm ông làm Sứ thần Tòa Thánh tại Ý, bắt đầu từ ngày 8 tháng 7 năm 1967. Chỉ hơn 1 năm sau khi được thuyên chuyển, Tòa Thánh lại quyết định thuyên chuyển Sứ thần Lambertini đảm nhiệm vai trò Sứ thần Tòa Thánh tại Pháp, kể từ ngày 23 tháng 4 năm 1969. Năm 1974, ông kiêm thêm vai trò Thành viên Văn phòng Phủ Quốc vụ khanh và từ năm 1979, kiêm vai trò Thành viên phân bộ Ngoại thường Giáo triều Rôma.
Bằng việc tổ chức công nghị Hồng y năm 1979 được cử hành chính thức vào ngày 30 tháng 6, Giáo hoàng Gioan Phaolô II đưa ra quyết định vinh thăng Tổng giám mục Egano Righi-Lambertini tước vị danh dự của Giáo hội Công giáo, Hồng y. Tân Hồng y thuộc Đẳng Hồng y Phó tế và Nhà thờ Hiệu tòa được chỉ định là Nhà thờ S. Giovanni Bosco in Via Tuscolana. Cùng ngày, ông kết thúc nhiệm vụ sứ thần.
Ngày 26 tháng 11 năm 1990, Tòa Thánh chấp thuận đơn hồi hưu của ông, vì lý do tuổi tác, theo Giáo luật. Ông qua đời ngày 4 tháng 10 năm 2000, thọ 94 tuổi.